# Марк Азіній Марцелл (консул 104 року)
Марк Азі́ній Марце́лл (лат. Marcus Asinius Marcellus; ? — після 104) — політичний і державний діяч Римської імперії, консул 104 року.

## Життєпис
Походив з роду нобілів Азініїв. Син Марка Азінія Марцелла, консула 54 року. Наслідував за батьком звання сенатора. Не відігравав значної ролі в імперії. Був прихильником імператорської влади, не беручи участі в інтригах. У 104 році був обраний консулом разом з Секстом Аттієм Субураном Еміліаном. Ймовірно був одним з останніх представників свого роду. Після 104 року про нього відомостей немає.